# Rails d'or

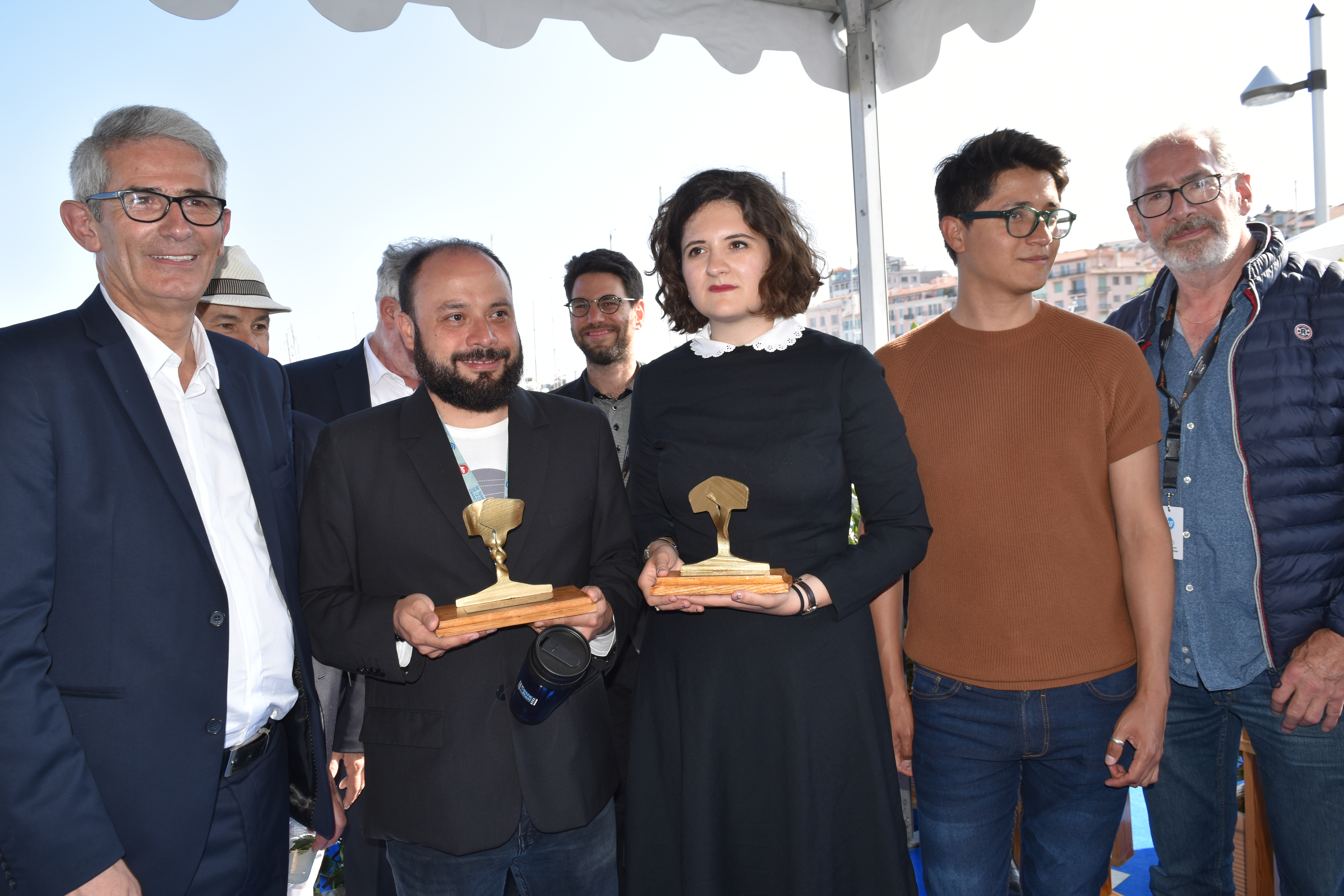
mai 2019 : Cesar Diaz et Cecilia de Arce reçoivent les 25e Rails d'Or aux côtés de Charles Tesson et Gérard Camy

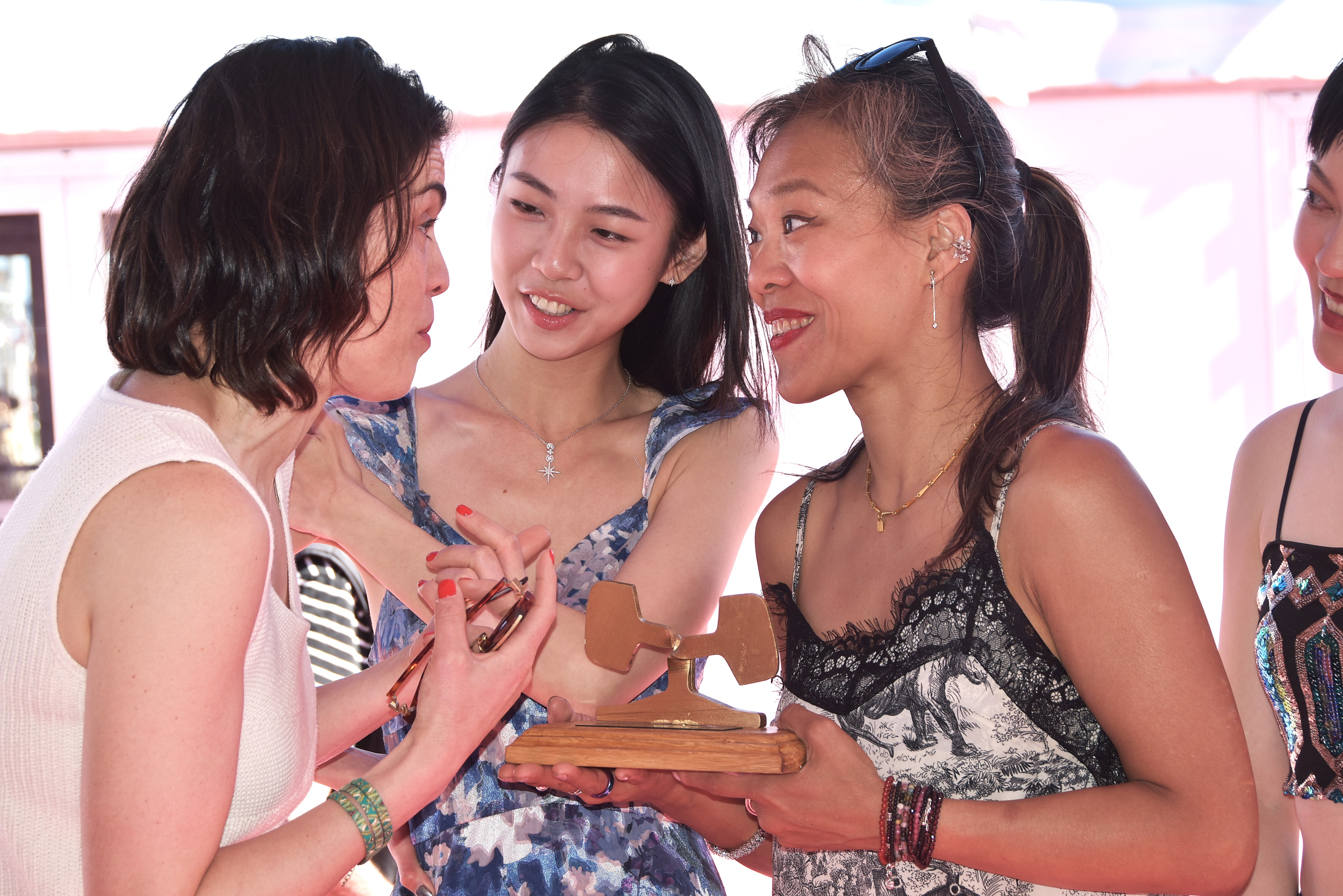
Rail d'Or 2025 : Shih-Ching Tsou et ses actrices

Les Rails d'or sont une récompense symbolique remise par l'association des cheminots cinéphiles « Ceux du rail » à un long métrage et un court métrage en compétition dans le cadre de la Semaine internationale de la critique au Festival de Cannes. Depuis 1995, le jury constitué par une centaine d'adhérents de l'association décerne les trophées, en les présentant aux lauréats comme des prix du public.

## Historique
Les premiers Rails d'or ont été décernés en 1995, par les participants à un séjour organisé par l'Association des cheminots cinéphiles Ceux du rail. Chaque année, plus de 100 adhérents participent au vote, après avoir découvert les sept films et les courts métrages en compétition dans le cadre de la Semaine internationale de la critique.

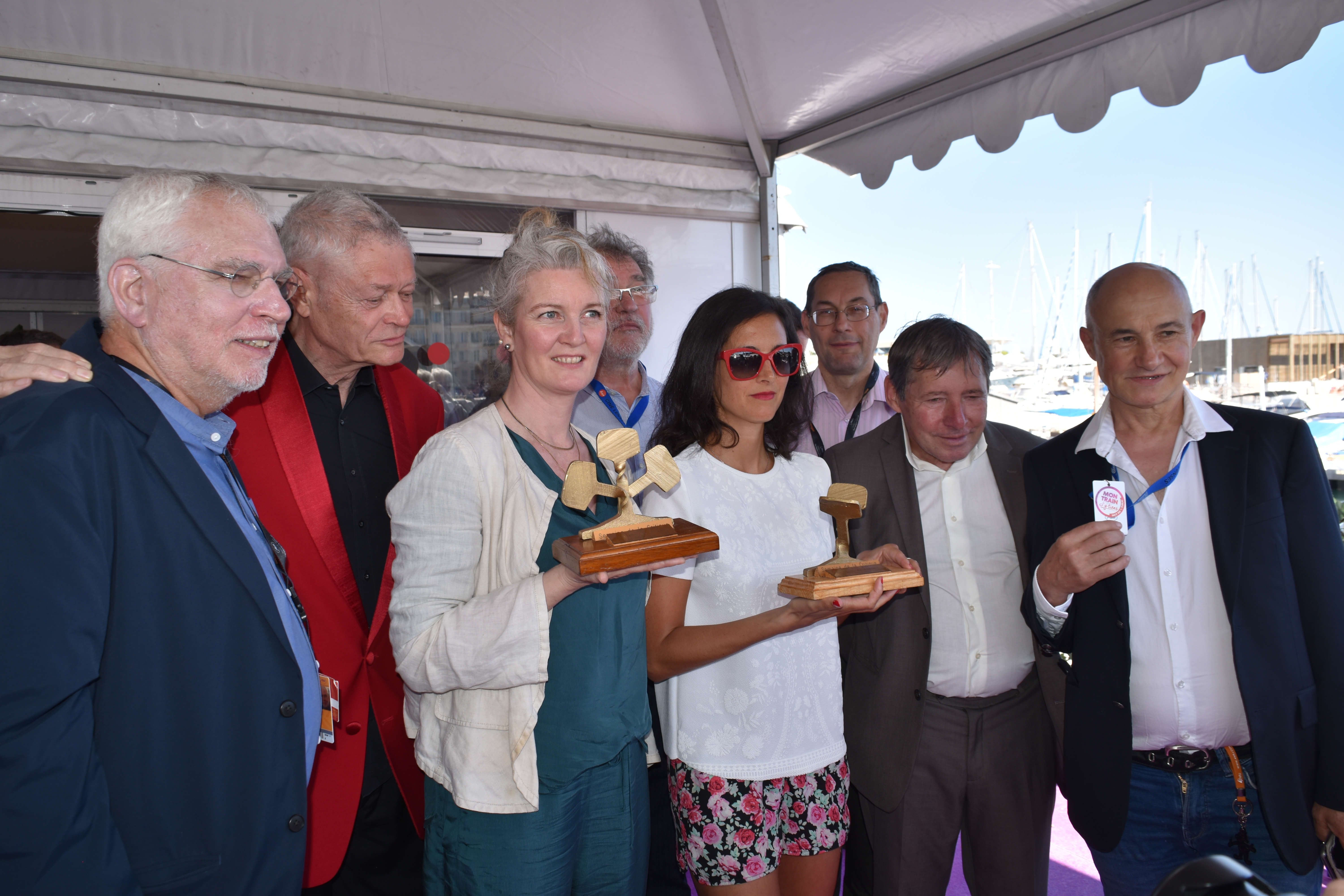
mai 2018 : L'actrice islandaise de "Woman at war" aux côtés de la lauréate du Rail d'or pour le court métrage, Charline Bourgeois-Taquet ("Pauline asservie"), de Bob Swaim, de Pierre William Glenn....

Les prix sont des sculptures créées à partir d'une tranche de rail et sont au nombre de deux : le Grand Rail d'or pour le long métrage lauréat et le Petit Rail d'or pour le court métrage gagnant. Ces récompenses sont remises à la fin du festival de Cannes, peu avant la remise officielle des prix de la Semaine de la Critique et constituent souvent la toute première récompense internationale obtenue par son réalisateur, tel que Alejandro Gonzales Inarritu, Julie Bertuccelli, et Jean-Pierre Améris,, qui est devenu en 2002 le président d'honneur de l'association Ceux du Rail.

## Lauréats du Grand Rail d'or

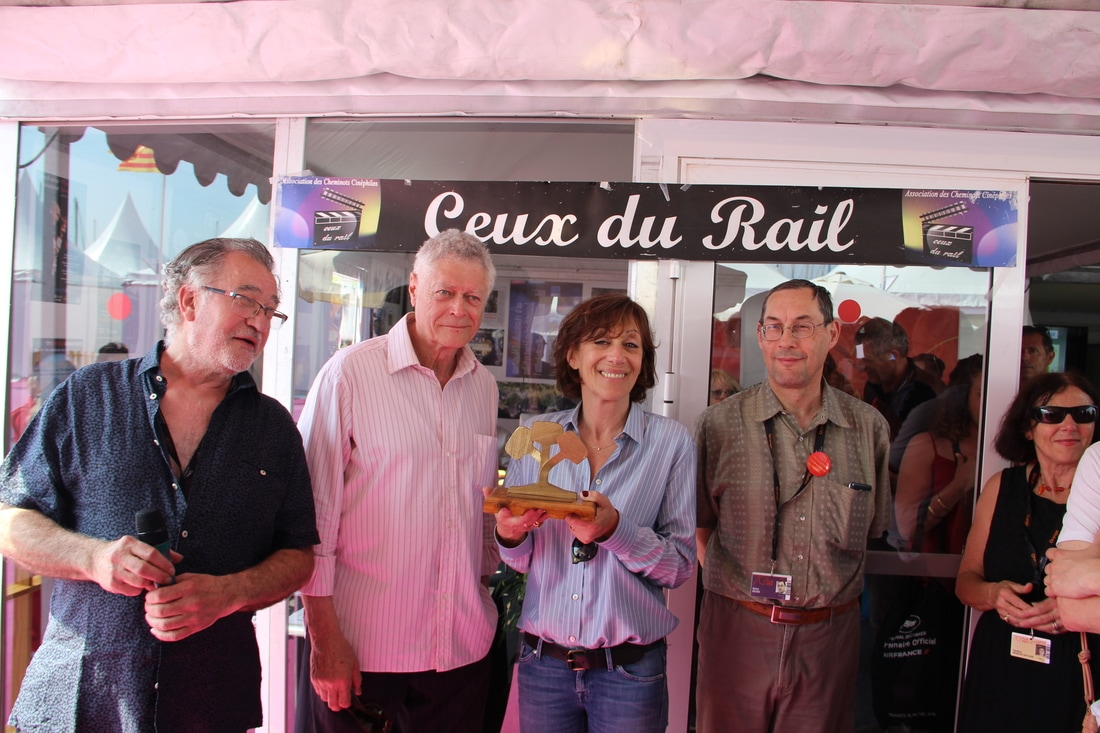
Michèle Halberstadt reçoit le Rail d'or 2017 au nom de Ali Soozandeh, aux côtés de Pierre-William Glenn.

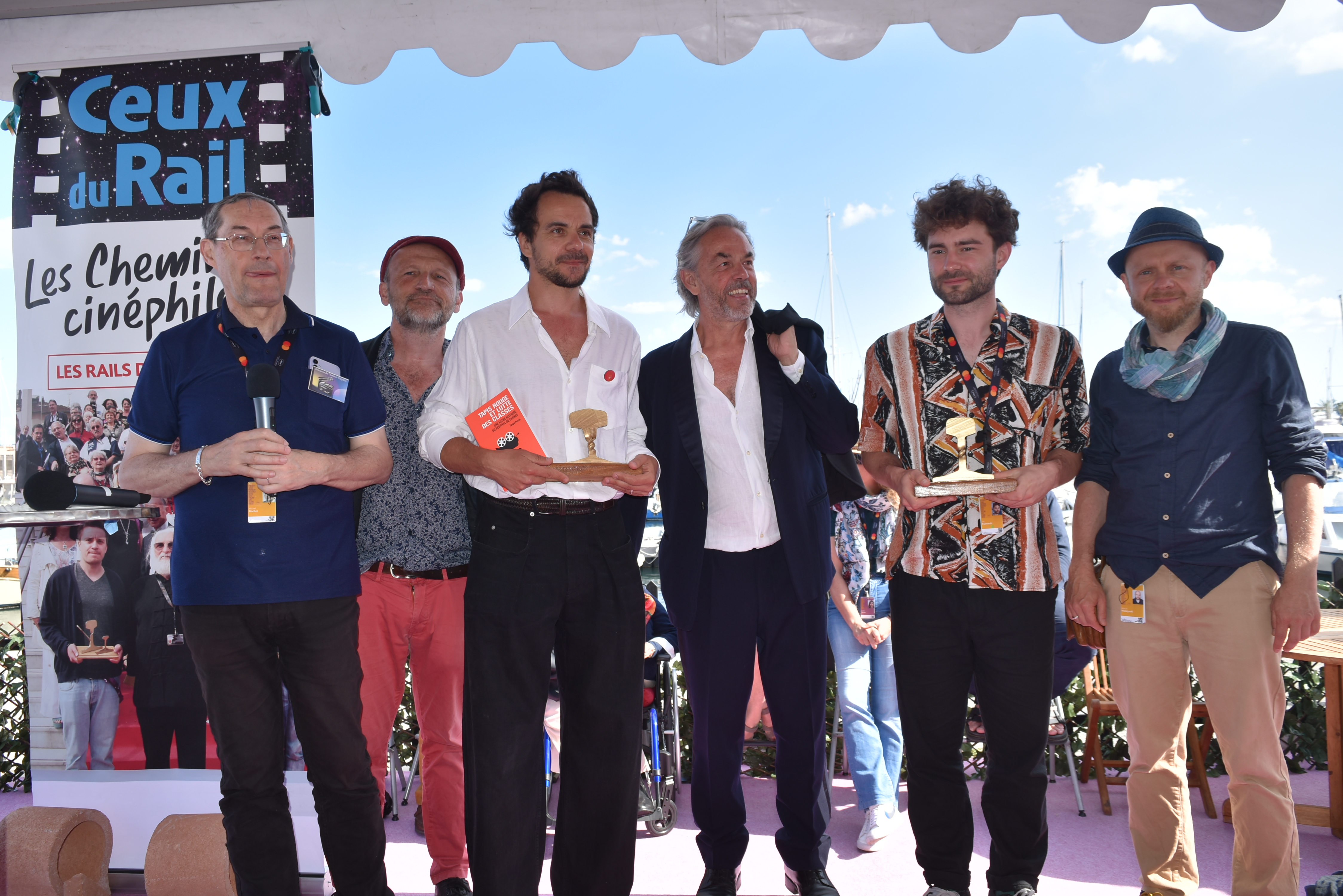
mai 2024 : remise du 28ème Rail d'Or à Antoine Chevrollier pour son film "La Pampa"

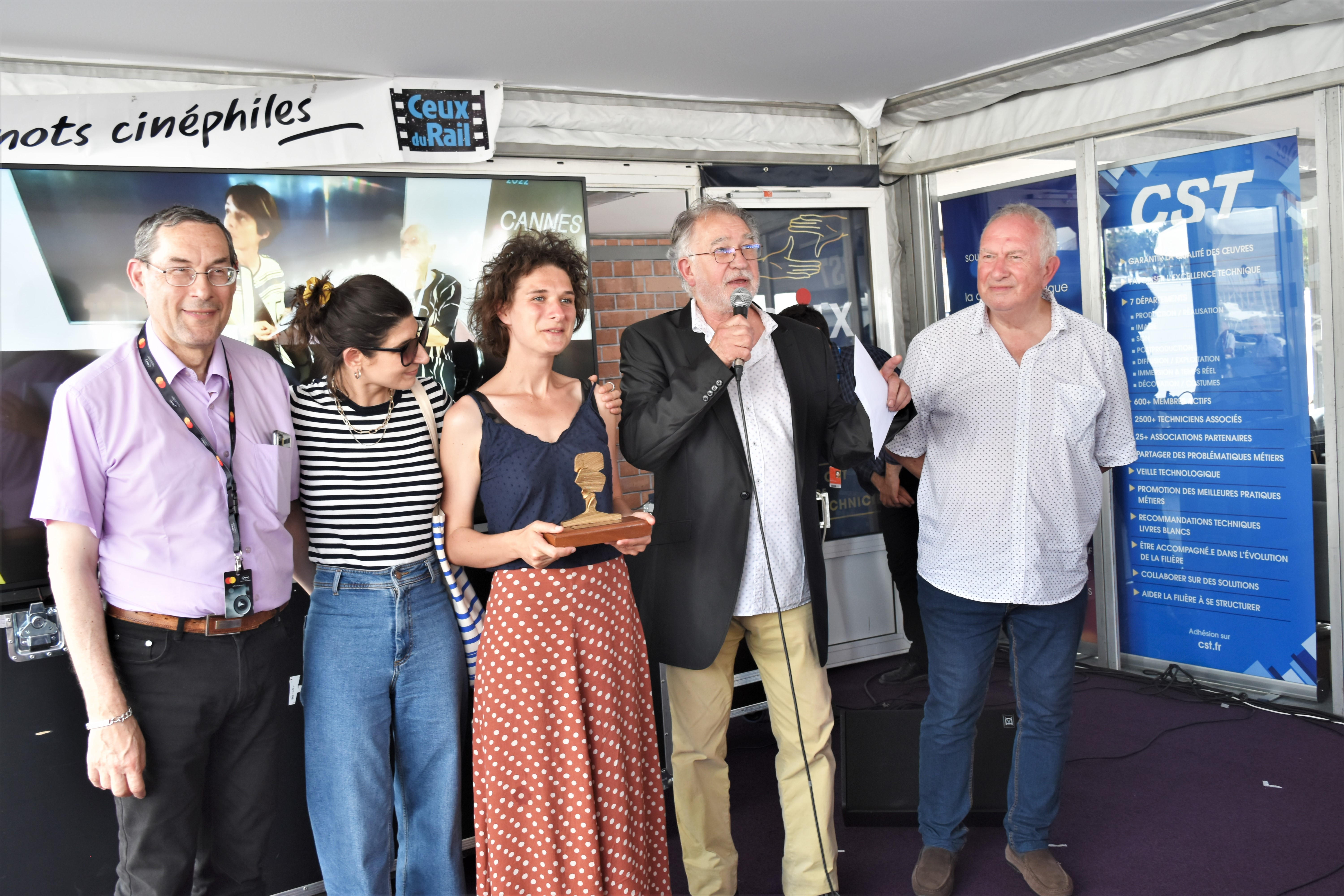
mai 2022 : Emmanuelle Nicot reçoit le 26ème Rail d'Or pour "Dalva" des mains de Ava Cahen

| année | film                         | réalisateur                                         | nationalité                                 |
| 1995  | Manneken pis                 | Frank Van Passel                                    | Belgique                                    |
| 1996  | Les Aveux de l'innocent      | Jean Pierre Améris                                  | France                                      |
| 1997  | Karakter                     | Mike Van Diem                                       | Pays-Bas                                    |
| 1998  | La Fiancée polonaise         | Karim Traïdia                                       | Pays-Bas                                    |
| 1999  | Siam Sunset                  | John Polson                                         | Australie                                   |
| 2000  | Amours chiennes              | Alejandro G Inarritu                                | Mexique                                     |
| 2001  | Unloved                      | Kunitoshi Manda                                     | Japon                                       |
| 2002  | Filles perdues, cheveux gras | Claude Duty                                         | France                                      |
| 2003  | Depuis qu'Otar est parti     | Julie Bertuccelli                                   | France                                      |
| 2004  | CQ 2 (Tout près du sol)      | Carole Laure                                        | Canada                                      |
| 2005  | A Stranger of Mine           | Kenji Uchida                                        | Japon                                       |
| 2006  | Les Amitiés maléfiques       | Emmanuel Bourdieu                                   | France                                      |
| 2007  | XXY                          | Lucia Puenzo                                        | Argentine                                   |
| 2008  | Moscow Belgium               | Christophe Van Rompaey                              | Belgique                                    |
| 2009  | Adieu Gary                   | Nassim Amaouche                                     | France                                      |
| 2010  | Sound of Noise               | Ola Simonsson (sv) et Johannes Stjärne Nilsson (sv) | Suède / France                              |
| 2011  | Les Acacias                  | Pablo Giorgelli                                     | Argentine / Espagne                         |
| 2012  | Hors les murs                | David Lambert                                       | Belgique / France                           |
| 2013  | The Lunchbox                 | Ritesh Batra                                        | Inde / France / Allemagne                   |
| 2014  | Hope                         | Boris Lojkine                                       | France                                      |
| 2015  | La Terre et l'Ombre          | César Augusto Acevedo                               | Colombie                                    |
| 2016  | Tramontane                   | Vatche Boulghourjian                                | Liban / France                              |
| 2017  | Téhéran Tabou                | Ali Soozandeh                                       | Allemagne / Autriche                        |
| 2018  | Woman at War,                | Benedikt Erlingsson                                 | Islande / France                            |
| 2019  | Nuestras madres              | Cesar Diaz                                          | Guatemala / Belgique / France               |
| 2022  | Dalva,                       | Emmanuelle Nicot                                    | France / Belgique                           |
| 2023  | Inshallah un fils,           | Amjad Al Rasheed                                    | Jordanie / France / Arabie Saoudite / Qatar |
| 2024  | La Pampa                     | Antoine Chevrollier                                 | France                                      |
| 2025  | Left-Handed Girl             | Shih-ching Tsou                                     | Taïwan / France / États-Unis / Royaume-Uni  |